# Шульц, Матиас
Матиас Карлос Шульц (исп. Matías Carlos Schulz; род. 12 февраля 1982 года) — аргентинский гандбольный вратарь, защищающий цвета швейцарского клуба «Пфади Винтертур» и национальной сборной Аргентины по гандболу. 

## Карьера
Шульц  дебютировал в сборной Аргентины на чемпионате Южной Америки 2001 года, став вместе с командой чемпионом. В финале турнира Аргентина обыграла Бразилию 29:16. Он участвовал в южноамериканском Мар-дель-Плата 2003, в котором Аргентина заняла второе место. В 2004 году Матиас  принял участие в своем первом Панамериканском чемпионате в чилийской столице Сантьяго, получив титул.
В 2005 году он принял участие в своём первом чемпионате мира с высшей сборной, проведенной в Тунисе. Он также участвовал в чемпионатах мира в Германии 2007 и Хорватии 2009.
В 2010 году он снова стал чемпионом Панамериканских игр после второго места, полученного в 2008 году в Бразилии.
Матиас Шульц выступал за Аргентину на летних Олимпийских играх 2012 года в Лондоне  и на летних Олимпийских играх 2016 года в Рио-де-Жанейро.

## Личная жизнь
Женат. Есть трое детей.

## Достижения
- Лучший вратарь 
  - Панамериканских игр  2015 года
  - Панамериканского чемпионата по гандболу среди мужчин (2016)
  - Панамериканских игр 2019 года